# 韦协
韦协（564年—598年4月13日），字钦仁，京兆郡杜陵县（今陕西省西安市长安区）人，出自京兆韦氏逍遥公房，隋朝官员。

## 生平
韦协喜好学习有宽宏的气量，虚岁十三时进入国子学，后以著作佐郎为起家官，开皇八年（588年）任秘书郎。开皇十年（590年），韦协的父亲韦洸在广州有功劳，隋文帝杨坚命令韦协携带诏书前往慰问，韦协还未到达广州，韦洸就在平定王仲宣的叛乱中战死，韦协承袭为襄阳郡公，接替了父亲的职责，平定了王仲宣的叛乱。开皇十一年（591年），隋文帝因为韦协的父亲因为公事而死，授予韦协柱国。开皇十三年（593年）夏四月，韦协出任使持节、定州诸军事、定州刺史，开皇十五年（595年）转任息州刺史，开皇十六年（596年）秋九月改任泰州刺史，前后担任三州刺史，都有能干的名声。开皇十八年三月二日（598年4月13日），韦协在泰州去世，虚岁三十五，当年十一月戊辰朔十七日甲申（598年12月20日），安葬于雍州大兴县界杜陵源洪固乡寿贵里，谥号安。2011年，西安市文物保护考古研究院于西安市长安区神禾大道以北，何家营村以西的征地范围内考古发掘了韦协的墓地。

## 家庭

### 曾祖
- 韦旭，北魏司空、文惠公[4][5]

### 祖父
- 韦敻[4][5]

### 父亲
- 韦洸，隋朝上柱国、广州安州二总管、襄阳敬公[4][5]

### 兄弟
- 韦恽，唐朝上开府仪同三司、左监门率

### 子女
- 韦仲锐，金部郎中
- 韦叔锐